# Žaberní oblouk

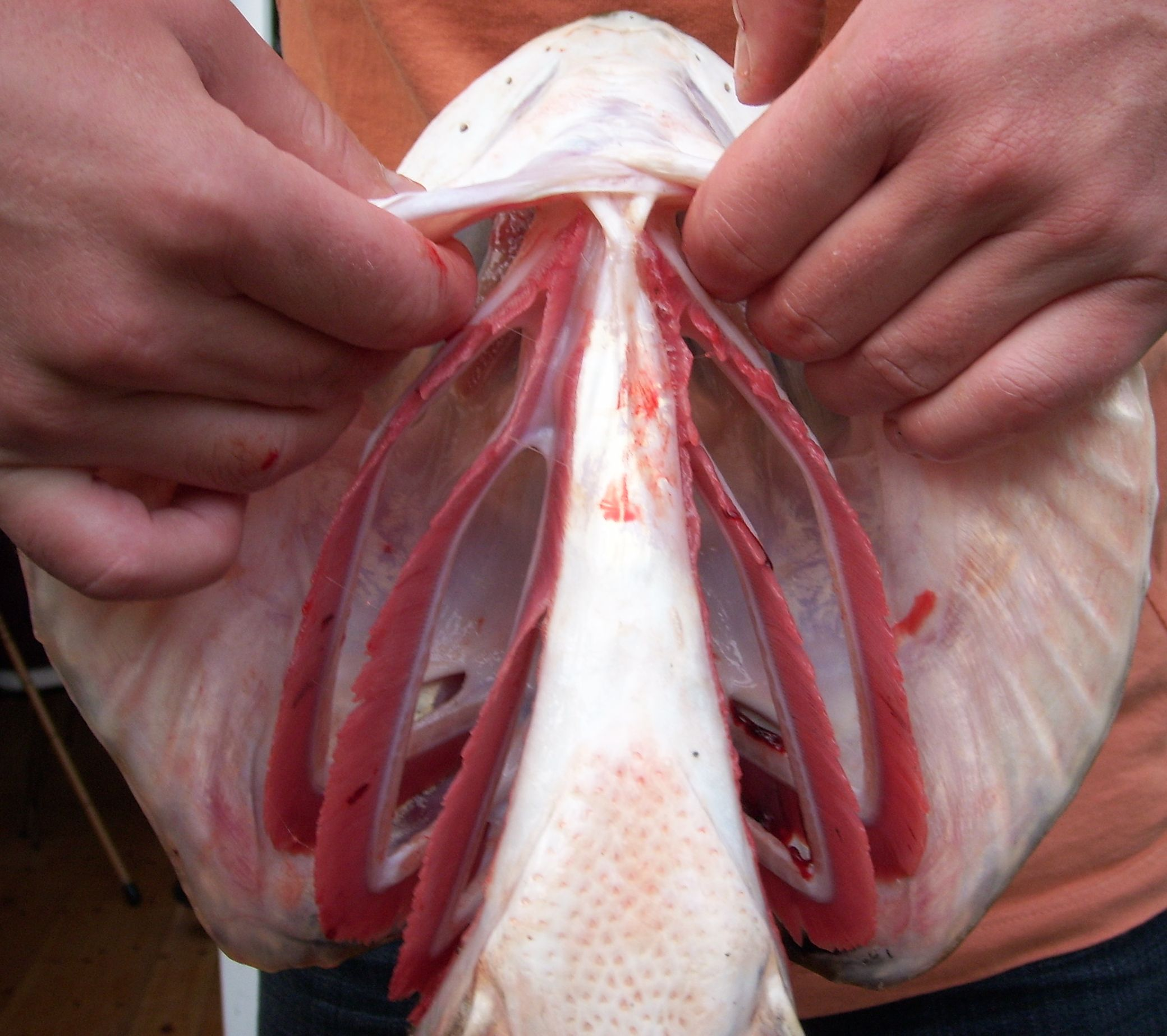
Obnažené žaberní oblouky štiky obecné

Žaberní oblouky (arcus branchiales) jsou přepážky, které oddělují jednotlivé žaberní štěrbiny. Voda proudí z žaberních štěrbin přes bohatě prokrvenou tkáň na žaberních obloucích, čímž dochází k okysličování krve. Žaberní oblouky se vyskytují u obratlovců, ale u těch suchozemských spíše jen během embryonálního vývoje.

## Stavba
Žaberní oblouky jsou upevněné na lebku a skládají se z několika částí, tzv. branchiálií. Nejhořejší část se upevňuje k neurálnímu endokraniu (mozkovně), další díly vedou podél boční strany těla. Na žaberních obloucích se upevňují žaberní paprsky a žaberní tyčinky, zahrnující i bohatě prokrvenou tkáň žaber. U ryb bývají žaberní oblouky kryty skřelemi.
Jednotlivé elementy žaberního oblouku se (v pořadí od neurokrania směrem dolů k tyčince basibranchiale) nazývají: epibranchiale, ceratobranchiale, hypobranchiale. Proto např. říkáme, že hyomandibulare je přeměněné epibranchiale jazylkového oblouku, zatímco Meckelova chrupavka (mandibulare) je svým původem ceratobranchiale.

## Další vývoj
Ačkoliv žaberní oblouky mají smysl pouze u živočichů žijících ve vodě, v obměněné podobě se vyskytují u všech obratlovců. Všichni obratlovci se totiž vyvinuli z předků ve vodě. Ti měli zřejmě 9 párů žaberních štěrbin a oblouků. Kruhoústí (primitivní obratlovci) mají tento stav do velké míry zachovaný, ale již u čelistnatých obratlovců došlo k velkým stavebním změnám, díky nimž vznikly čelisti. Například u ryb jsou žaberní oblouky sloužící k výměně plynů pouze čtyři, pátý bývá přeměněn na požerákové zuby.
Tyto rybí žaberní oblouky se samozřejmě u suchozemských obratlovců ve své původní funkci nezachovaly; přesto se během embryonálního stadia zakládají a vytváří neuvěřitelné množství struktur v lidské hlavě i krku. U člověka z tkáně „prvního“ žaberního oblouku (pokud jich uvažujeme celkem 7) vzniká např. malá část horní a spodní čelisti, ale také dvě sluchové kůstky, kladívko a kovadlinka a dále také cévy a svaly upínající se k těmto kostem. Druhý žaberní oblouk je základem pro třmínek, část jazylky, bodcovitý výběžek a mnohé obličejové svaly. Z oblouku třetího vznikají některé hluboké krční svaly, dolní část jazylky, ale i přilehlé kosti a nervy, účastnící se polykání. Čtvrtý oblouk dává vzniknout hlubokým částem krku, části hrtanu a okolním svalům a cévám. Podobný osud má i pátý a šestý žaberní oblouk, tzn. dávají vzniknout zejména krčním chrupavkám.